# Dichelobius bicuspis
Dichelobius bicuspis är en mångfotingart som beskrevs av Ribaut 1923. Dichelobius bicuspis ingår i släktet Dichelobius och familjen fåögonkrypare.
Artens utbredningsområde är Nya Kaledonien. Inga underarter finns listade i Catalogue of Life.